# حزب الحركة الوطنية
حزب الحركة الوطنية حزب سياسي تونسي. تحصل رئيسه التوهامي العبدولي على مقعد عن دائرة سيدي بوزيد الانتخابية في الانتخابات التشريعية التونسية 2014 عبر قوائم التحالف السياسي «الجبهة الوطنية للإنقاذ».